# Seleo Island
Seleo Island, in der deutschen Kolonialzeit Saliú oder Saisoninsel genannt, ist eine Vulkaninsel im Bismarck-Archipel an der Nordküste von Neuguinea. Sie ist Teil der Provinz Sandaun des Staates Papua-Neuguinea. Die Insel liegt ca. drei Kilometer nördlich der Küste Neuguineas nahe der Siedlung Aitape. In unmittelbarer Nähe der Insel liegen weiterhin Ali Island und Angel Island.
Die Insel ist an der längsten Stelle etwa einen Kilometer lang, etwas weniger als einen Kilometer breit und überwiegend von Flachland mit andesitischen Erhebungen und Korallenkalken geprägt.
Ende des 19. Jahrhunderts war die Insel Teil der Deutschen Schutzgebiete in der Südsee.
Während des Ersten Weltkriegs wurde das Gebiet 1914 von Australien übernommen und war Teil des australischen Verwaltungsmandats für den gesamten Bismarck-Archipel durch den Völkerbund und nach dessen Auflösung durch die Vereinten Nationen.
Von 1942 bis 1944 war das Gebiet von Japan besetzt, fiel aber 1949 wieder an das australische Verwaltungsmandat, bis Papua-Neuguinea 1975 unabhängig wurde.